# Buteo rufofuscus
El busardo augur meridional o ratonero africano ( Buteo rufofuscus ) es una especie de ave falconiforme de la familia Accipitridae nativa del sur de África.
La taxonomía de esta especie es confusa, algunos taxonomistas consideran esta especie, al Buteo archeri y el Buteo augur  una misma especie.

## Distribución y hábitat
Su hábitat natural  son los bosque húmedos, sabanas, praderas y pastizales. Se puede encontrar en  Botsuana, Lesoto, Namibia, Sudáfrica y Suazilandia.